# Setoppia clavimera
Setoppia clavimera är en kvalsterart som först beskrevs av Sandór Mahunka 1985.  Setoppia clavimera ingår i släktet Setoppia och familjen Oppiidae. Inga underarter finns listade i Catalogue of Life.